# Збірна Боснії і Герцеговини з баскетболу
Збірна Боснії і Герцеговини з баскетболу — національна баскетбольна команда, яка представляє Боснію і Герцеговину на міжнародній баскетбольній арені. Найкращий результат збірної Боснії і Герцеговини це восьме місце на чемпіонаті Європи 1993 року.

## Історія
До 1992 року Боснія і Герцеговина була частиною Югославії, що означало, що гравці, які народилися в Боснії і Герцеговині, виступали за збірну Югославії. Між 1947 і 1992 роками наступні гравці, які народилися в Боснії виступали за збірну Югославії, зокрема Мірза Делібашич, Дражен Далипагич, Предраг Данилович, Зоран Савич, Ратко Радованович, Сабіт Хаджич, Емір Мутарчич та інші. Сараєво було одним із п'яти міст Югославії, що приймали чемпіонат світу 1970 року, на якому югослави вперше здобули титул чемпіонів світу.
Після здобуття незалежності від Югославії Боснія і Герцеговина вперше пройшла кваліфікацію на Євробаскет у 1993 році. У Групі А боснійці здобули єдину перемогу над шведами. У чвертьфіналі поступилась збірній Хорватії фінішувавши на восьмому місці.
На наступний чемпіонат у 1995 році боснійці не кваліфікувались але в подальшому п'ять разів поспіль брали участь в 1997, 1999, 2001, 2003 та 2005. У 2007 та 2009 роках боснійці знову не пройшли кваліфікаційний відбір також пропустили турнір 2017 року.
Під загрозою була участь боснійців на Євробаскеті 2022 через брак коштів. Але зрештою федерація отримала від уряду гроші, що забезпечили участь збірної в турнірі.
Станом на 2023 рік боснійська збірна жодного разу не потрапляла на чемпіонат світу. Так само жодного разу не вдалось пробитись і на Олімпійські ігри.

## Результати

### Виступи на чемпіонаті Європи
- 1993: 8-е місце
- 1997: 15-е місце
- 1999: 15-е місце
- 2001: 13-е місце
- 2003: 15-е місце
- 2005: 15-е місце
- 2011: 19-е місце
- 2013: 12-е місце
- 2015: 23-е місце
- 2022: 18-е місце